# Освіта в Німеччині

Схема освітньої системи Німеччини

Німеччина має чотириступеневу систему освіти: початкова, двоступенева середня освіта та вища освіта. 10-річна шкільна освіта є обов'язковою, загальною та безкоштовною.
Система освіти в Німеччині лише у найважливіших питаннях регулюється державою (на федеральному рівні). Найбільші повноваження у розвитку і регулюванні освіти має не держава в цілому, а окремі федеральні землі. Це призводить до розбіжностей та відмінності систем освіти в 16 землях.
Відрізняється від української шкала оцінювання роботи учнів та студентів: що «менша» оцінка, то вона краща, вища. В Німеччині існують оцінки від «1» (відмінно/sehr gut, ausgezeichnet) до «6» (погано, незадовільно/mangelhaft), причому можливі проміжні оцінки типу 1,1; 2,5; 4,3 і так далі.

## Початкова школа
В початкову школу діти йдуть, як правило, у 6 років. Навчання у початковій школі триває 4 роки (в деяких федеральних землях, наприклад, у Берліні — 6 років). У початковій школі дітям переважно не ставлять оцінок, а оцінюють на словах або з допомогою наклейок (сонечко, «смайлик» і т. д.). Такий підхід пояснюється бажанням не перевантажувати дитячу психіку, оскільки в пізнішому перебігу освіти дітей чекають серйозні навантаження. Це є підставою для критики: різкий непідготовлений перехід від «розслабленої» початкової школи до середньої школи, який часто може стати травматичним.

## Середня школа
В Німеччині існують різні види середніх шкіл: Hauptschule, Realschule та Gymnasium.
Hauptschule була задумана як школа з практичним підходом і меншою кількістю складних предметів; вона має готувати до ремісничих професій. Рівень викладання там доволі низький. Фактично зараз установа Hauptschule перетворилася на зібрання найслабших школярів, переважно з сімей мігрантів, в яких батьки через власну неосвіченість не розуміють важливості доброї освіти для майбутнього дітей. З атестатом Hauptschule майже неможливо знайти хорошу роботу, і часто після Hauptschule випускники одразу потрапляють у замкнене коло безробіття. Через свою недосконалість цей вид шкіл вже був скасований на деяких землях.
Realschule має кращу репутацію, більший спектр предметів, ґрунтовнішу підготовку. Закінчення Realschule дає так званий атестат про закінчену середню загальну освіту (mittlere Reife). Перспективи знайти роботу з атестатом Realschule значно кращі; крім того, після закінчення Realschule учні можуть піти до останніх класів ґімназії і отримати там т. з. Abitur — пройти випускні іспити на атестат зрілості, без яких неможливо поступити до вищого навчального закладу.
Gymnasium — найпрестижніший вид середньої освіти. Лише після закінчення гімназії (середній рівень плюс 2-3 класи вищої гімназії, т. з. Gymnasiale Oberstufe) можна вступати в університети та інші вищі навчальні заклади. Гімназія поділяється на середню (з 5/7 до десятого класів) та вищу (можна порівняти з американською High School, класи з 11 по 12 або з 11 по 13). Критики закидають гімназіям елітарність і вимагають введення єдиної загальної середньої школи, т. з. Gesamtschule, де учні усі роки до атестату навчатимуться разом. Такі школи вже існують подекуди, але в свою чергу прибічники нинішньої диференційованої системи освіти критикують загальні школи за те, що слабкі та обдаровані учні там навчаються разом.
У деяких землях, наприклад, у Баварії та в землі Баден-Вюртемберг не батьки, а вчителі вирішують, куди піде дитина після початкової школи (до Hauptschule, Realschule чи Gymnasium). Таке рішення дуже відповідальне і може вплинути на майбутнє дитини. Цей факт часто критикують у пресі, на тій підставі, що на такому ранньому рівні не можна дати будь-яку ґрунтовну оцінку здібностей дитини та прогноз розвитку особистості.
Складення Abitur в гімназії — сильний стрес для учнів, обсяг матеріалу в останніх класах надзвичайно великий. Загалом рівень викладання у гімназіях дуже високий, його можна порівняти з 1-2 курсами університету у країнах із триступеневою системою освіти. Це обумовлено тим, що вступних іспитів до університету не існує, натомість що краща середня оцінка Abitur, то легше потрапити на престижний факультет. Набір проводиться відповідно до оцінки в атестаті. В університетах існує так званий Numerus Clausus, тобто кількість вільних місць. Відповідно до цієї кількості факультети встановлюють середній прохідний бал. Тому що вищий середній бал Abitur у випускника, то більший у нього вибір та імовірність потрапити на престижний факультет чи на факультет свого бажання.

## Університети Німеччини
Раніше в університетах Німеччини існували такі форми навчання та вчені ступені як магістр (Magister) та диплом (Diplom), з написанням магістерської або дипломної роботи відповідно. Магістр означав широкий профіль (як правило, у гуманітарних науках) з головним та кількома побічними предметами. Наприклад: магістр філософії (головний предмет), педагогіки та історії. Так званий «диплом» означав закінчення факультету природничих наук, інженерні та економічні факультети також присвоювали диплом, а не магістра.
У зв'язку з участю Німеччини у Болонському Процесі (уніфікація європейської системи освіти) форми навчання «магістр» та «диплом» припиняють своє існування у 2010 році, натомість вводиться двоступенева система «бакалавр — майстер» (Bachelor — Master of Arts). Зараз у німецьких університетах йде реструктуризація відповідно до Болонського Процесу, цей процес викликає певні проблеми. Велика кількість студентів та деякі викладачі незадоволені введенням Болонського Процесу. Зокрема, той обсяг матеріалу, що його раніше треба було обробити за 4 роки магістерського навчання, зараз треба засвоїти за 3 роки бакалаврату, що призводить до стресу та перевантаження. Модульна система та т. з. «кредитні пункти» (ECTS — European Credit Transfer System) також дають підстави для критики.
Навчання в державних університетах загалом безкоштовне, однак з 2007 року у деяких землях в зв'язку з нестачею коштів було введено т. з. Semestergebühren (плату за семестр), що становить близько 500 євро.
Високоякісна освіта в Німеччині є найвищою та зазвичай безкоштовною для студентів з усього світу. Університет Баден-Вюртемберга є єдиною з 16 федеральних земель, де плата за навчання становить 1500 євро за семестр.

## Інші види освіти
Інші види вищої та післяшкільної освіти в Німеччині включають вищі спеціальні школи (Fachhochschule), технікуми (Fachschule) та ремісничі школи (Berufsschule). Поширеним є т. з. Ausbildung im Betrieb (часто коротко просто «Ausbildung») — професійне навчання, пов'язане з одночасною щоденною практичною роботою на підприємстві, виробництві. Багато підприємств та фірм набирають так званих «Azubis» (Auszubildende) — учнів на виробництві. Таке практичне навчання триває 3 роки і закінчується набуттям практичної професії.
Загалом німецька система освіти складна та розгалужена і є предметом постійних дебатів у пресі та політиці, зокрема, що стосується проблем з недостатньою інтеграцією та допомогою учням із сімей мігрантів (частка учнів іноземного походження, що отримують Abitur у гімназії та досягають атестату зрілості становить всього 10%). Іншим важливим пунктом критики є рання сегрегація школярів відповідно до їх здібностей і спрямування до Hauptschule, Realschule чи Gymnasium. Оскільки успіхи дітей у навчанні часто напряму залежать від рівня освіти батьків, їх доходу та наявного вільного часу на заняття з дітьми, такий ранній розподіл по різних школах призводить до «цементування» соціального розшарування.
Німеччина займає четверте місце у світі за підготовкою висококваліфікованих спеціалістів (після Сполучених Штатів Америки, Індії та Китаю), але в той же час існує потреба в реформі системи освіти, особливо освіти шкільної.